# Mallotopus
Mallotopus é um género botânico pertencente à família Asteraceae.
A autoridade científica do género é Franch. & Sav., tendo sido publicado em Enumeratio Plantarum in Japonia Sponte Crescentium...2(2): 394. 1878.

## Espécies
Segundo a base de dados The Plant List, o género tem uma espécie descrita, Mallotopus japonicus Franch. & Sav., dada como sinónima de Arnica mallotopus (Franch. & Sav.) Makino